# 欧尔特
欧尔特（法語：Ault，法語發音：[olt]）是法国上法蘭西大區索姆省的一个市镇，属于阿布维尔区。

## 地名
该地名“Ault”发音为[olt]，字母“lt”发音，《世界地名翻译大辞典》与《世界地名译名词典》将其误译作“欧村”。

## 地理
欧尔特（50°6'4"N, 1°26'55"E）面积5.99 平方千米，位于法国上法蘭西大區索姆省，该省份为法国北部沿海省份，北起加来海峡省和北部省，西接滨海塞纳省和大西洋英吉利海峡，南至瓦兹省，东临埃纳省。
与欧尔特接壤的市镇（或旧市镇、城区）包括：瓦尼亚吕、弗里欧库尔、圣康坦-拉莫特-克鲁瓦欧巴伊。
欧尔特的时区为UTC+01:00、UTC+02:00（夏令时）。

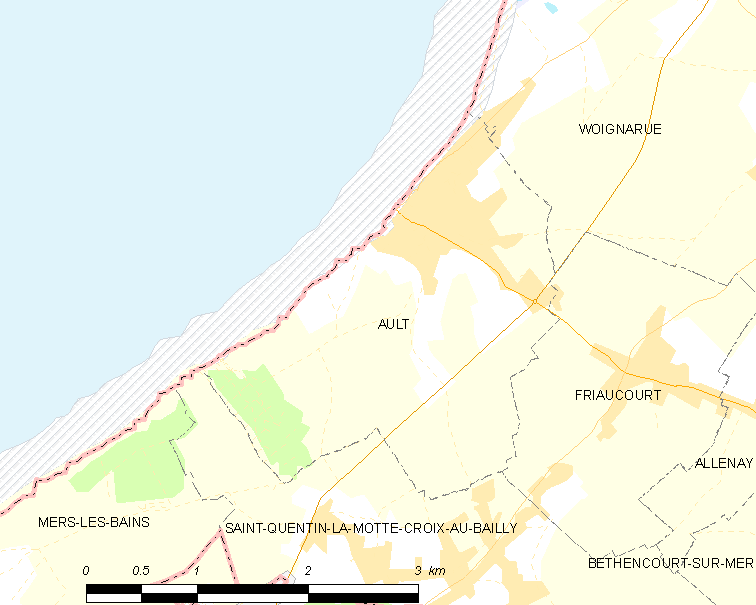
欧尔特的OSM定位图

## 行政
欧尔特的邮政编码为80460，INSEE市镇编码为80039。

## 政治
欧尔特所属的省级选区为弗里维尔-埃斯卡博坦县。

## 人口

1962-2008年间欧尔特人口变化图示

欧尔特于2022年1月1日时的人口数量为1369人。